# Coupe Kirin 1979
 (août 2024).
Si vous disposez d'ouvrages ou d'articles de référence ou si vous connaissez des sites web de qualité traitant du thème abordé ici, merci de compléter l'article en donnant les références utiles à sa vérifiabilité et en les liant à la section « Notes et références ».
La Coupe Kirin 1979 est la deuxième édition de la Coupe Kirin. Elle se déroule en mai et en juin 1979, au Japon. Le tournoi se déroule entre l'Indonésie, la Birmanie et le Japon, des clubs (AC Fiorentina, Tottenham, Dundee United et San Lorenzo) et la Japan League XI.

## Résultats

### Groupe A
- 27 mai 1979 : Japon 1-1 Fiorentina
- 27 mai 1979 : Tottenham Hotspur  6-0 Indonésie
- 29 mai 1979 : Japon 0-2 Tottenham Hotspur
- 29 mai 1979 : Fiorentina 4-0 Indonésie
- 31 mai 1979 : Japon 4-0 Indonésie
- 31 mai 1979 : Fiorentina 1-1 Tottenham Hotspur

| Équipe            | Pts | J | V | N | D | Bp | Bc | Dif |
| ----------------- | --- | - | - | - | - | -- | -- | --- |
| Tottenham Hotspur | 5   | 3 | 2 | 1 | 0 | 9  | 1  | +8  |
| AC Fiorentina     | 4   | 3 | 1 | 2 | 0 | 6  | 2  | +4  |
| Japon             | 3   | 3 | 1 | 1 | 1 | 5  | 3  | +2  |
| Indonésie         | 0   | 3 | 0 | 0 | 3 | 0  | 14 | -14 |

### Groupe B
- 27 mai 1979 : Japan League XI 0-1 Birmanie
- 27 mai 1979 : Dundee United 2-2 San Lorenzo
- 29 mai 1979 : Japan League XI 0-1 San Lorenzo
- 29 mai 1979 : Dundee United 4-0 Birmanie
- 31 mai 1979 : Japan League XI 0-2 Dundee United
- 31 mai 1979 : San Lorenzo 5-1 Birmanie

| Équipe          | Pts | J | V | N | D | Bp | Bc | Dif |
| --------------- | --- | - | - | - | - | -- | -- | --- |
| Dundee United   | 5   | 3 | 2 | 1 | 0 | 8  | 2  | +6  |
| San Lorenzo     | 5   | 3 | 2 | 1 | 0 | 8  | 3  | +5  |
| Birmanie        | 2   | 2 | 0 | 2 | 0 | 2  | 2  | 0   |
| Japan League XI | 0   | 3 | 0 | 0 | 3 | 0  | 4  | -4  |

### Demi-finales
- 2 juin 1979 : Dundee United 2-2 ap (tab 4-2) AC Fiorentina
- 2 juin 1979 : Tottenham Hotspur 3-3 ap (tab 5-3) San Lorenzo

### Finale
- 4 juin 1979 : Tottenham Hotspur 2-0 Dundee United

## Vainqueur
| Vainqueur Coupe Kirin 1979 Tottenham Hotspur 1er titre |